# 內波西亞諾
內波西亞諾，（西班牙語：Nepociano，？—？）是一位西哥德裔的伯爵，842年被推選繼任阿方索二世成為阿斯圖里亞斯國王。後世的史料描述他是阿方索的妹夫，但從時間順序來說這是不合理的，更不用說沒有證據證明他有一個妹妹了。最早的史書簡單的稱呼他為阿方索的男性親屬。同樣地他有時被辨認為一個出現在希羅國王的奏章中擁有此姓名的人物，但無從得知是否與9世紀圖謀王位的同名人物為同一人。
他持有王位的時間並不長。在同一年另一位阿方索的男性親屬，拉米羅，在納爾塞阿河河畔發生的科爾內亞納橋戰役打敗內波西亞諾，並且因此成為國王拉米羅一世。之後拉米羅廢止了貴族推選產生國王的制度。

## 註解
1. ↑  J. E. Casariego, "Una Revolución Asturiana en el Siglo IX: El Interregno del Conde Nepociano", Boleton del Instituto de Estudios Asturianos, Año 23 (1969), No. 68, pp. 313-339.

| 內波西亞諾          | 內波西亞諾             | 內波西亞諾          |
| 統治者頭銜          | 統治者頭銜             | 統治者頭銜          |
| ------------------- | ---------------------- | ------------------- |
| 前任者： 阿方索二世 | 阿斯圖里亞斯國王 842年 | 繼任者： 拉米羅一世 |